# Herkulova věž
Herkulova věž (galicijsky a španělsky: Torre de Hércules) je maják z doby antického Říma stojící na poloostrově, který je součástí území města A Coruña v Galicii na severozápadě Španělska. Maják je 55 metrů vysoký. Je nejstarším majákem na světě, který je stále v provozu. Maják byl zapsán 27. června 2009 na seznam světového dědictví UNESCO.

## Data
- Výška majáku: 55 m
- Výška světla: 106 m n. m.
- Počet schodů: 234
- Dosvit: 24 nm (43 km)
- Charakteristika: Fl(4) W 20s

### Identifikace
- ARLHS: SPA267[4]
- Admiralty: D1704[5]
- NGA: 113-2548[6]

## Historie
Maják byl postaven za vlády císaře Trajána na konci 1. stol. s vnější rampou na vynášení dřeva na oheň, která obtáčela věž. Od 11. století začal chátrat. V roce 1682 kníže Uceda inicioval obnovu majáku a nechal vystavět vnitřní schodiště. Za vlády krále Karla III. na konci 18. století přešla správa majáku na Královský námořní konzulát, který ho nechal nově opravit, čímž věž získala zcela novou podobu. Původní věž byla obestavěna novými žulovými zdmi a nahoře zakončena dvěma osmibokými patry, kde je dnes velín majáku. Kromě toho byla fasáda věže ozdobena pásem imitujícím již neexistující římskou rampu. Signální ohně nahradily velké olejové a později petrolejové lucerny. V letech 1849–1854 ve věži fungovala škola strážců majáků.
Dnešní maják vysílá každých 20 vteřin paprsky bílého světla na vzdálenost 23 námořních mil. Kromě toho disponuje i zvukovou sirénou pro případ mlhy.